# Parafazja
Parafazja – zaburzenie mowy polegające na zachowaniu zdolności płynnego mówienia przy równoczesnym przekręcaniu wyrazów lub używaniu niewłaściwych. Występuje przy uszkodzeniu (ognisko udaru niedokrwiennego, choroba Alzheimera) struktur kory mózgowej odpowiedzialnych za mowę: ośrodka Wernickego (dysfazja sensoryczna) i obszaru kory mózgowej położonego peryferycznie od niego (dysfazja sensoryczna transkorowa).